# جو جينغيي
جو جينغيي هي ممثلة ومغنية صينية ولدت في 18 يونيو 1994.

## وصلات خارجية
- جو جينغيي على موقع IMDb (الإنجليزية)
- جو جينغيي على موقع ميوزك برينز (الإنجليزية)
- جو جينغيي على موقع قاعدة بيانات الفيلم (الإنجليزية)